# جيم غيست
جيم غيست (بالإنجليزية: Jim Guest)‏ هو فلاح أمريكي، ولد في 20 مايو 1940 في كينغ سيتي في الولايات المتحدة.